# Moses Gideon Abudiente

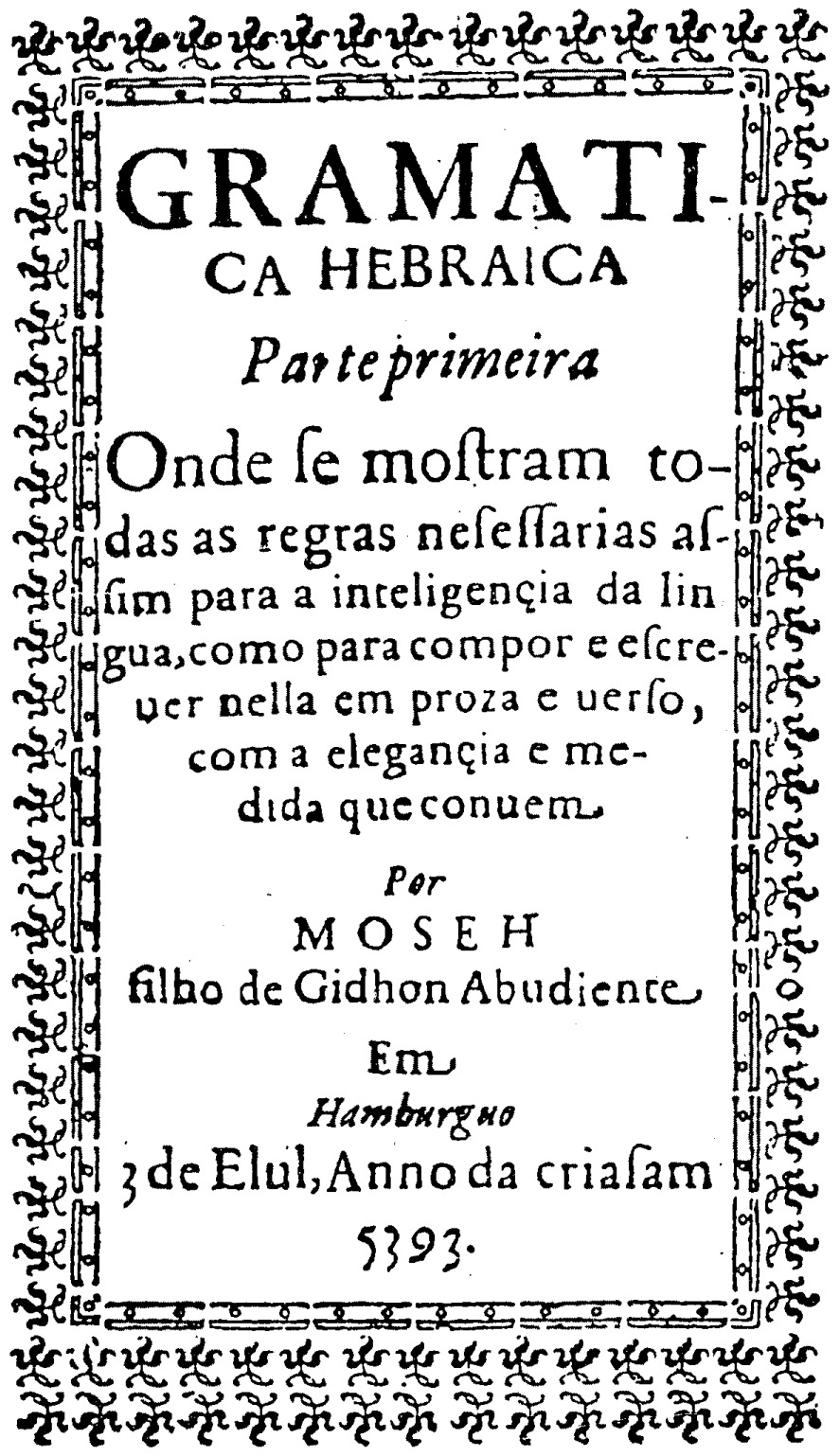
Titelblatt der Gramatica Hebraica

Mose Gideon Abudiente (geboren um 1610 in Lissabon oder Amsterdam; gestorben am 4. März 1688 in Hamburg) war ein sephardischer Rabbiner und Autor.

## Leben
Abudiente stammt aus einer marranischen Familie aus Lissabon, die nach Amsterdam emigriert war. Sein Vater hieß Gideon Abudiente. Dort erhielt er seine theologische Ausbildung und wirkte 1624 an der Aufführung des szenischen Diologo dos 7 montes mit. Nachdem er sich einige Zeit in Glückstadt als Rabbiner und Gelehrter aufgehalten hatte, ging er 1633 nach Hamburg. Dort war er 1652 an der Vereinigung dreier unabhängiger Gemeinschaften zur Gemeinde „Bet Israel“ beteiligt und in verschiedenen Gemeindeämtern tätig.
Abudiente war verheiratet mit Sara Jessurun, Tochter von Rehuel Jessurun, und ist auf dem Jüdischen Friedhof in Altona begraben.

## Werk
Abudiente verfasste eine hebräische Grammatik in portugiesischer Sprache, die 1633 in Hamburg erschien. Der vierte Teil enthält auch einige seiner Gedichte als Stilbeispiele. Er kündigte einen zweiten Teil an, der auch ein Wörterbuch enthalten sollte, aber nicht erschien. Andere Gedichte sind nur im Manuskript erhalten, einige veröffentlichte Naftali Herz Wessely später in der Zeitschrift ha-Me´assef.
Abudiente war wie viele Hamburger Sepharden Anhänger des selbsterklärten Messias Schabbtai Zvi und veröffentlichte 1666 eine Predigtsammlung mit dem Titel „Fin de los Dìas“ (Ende der Tage) in Glückstadt. Sie enthält die spanische Übersetzung von ursprünglich in Hebräisch niedergeschriebenen Predigten und ist ein wichtiges Zeugnis der Wirkung von Shabbetaj Zvi. Abudiente war Oberhaupt und Prediger der „Jeschiwa Scha'arej Zedek“, einer Bruderschaft, die im Zusammenhang mit der Begeisterung für Schabbtai Zvi gegründet worden war und die sich „Gebet, Buße und barmherzigen Werken“ widmete.  Den Mitgliedern dieser Vereinigung ist das Buch gewidmet und einige von ihnen werden als Subskribenten im Buch genannt. Es ist eines der ersten so verlegten Bücher in Deutschland.
Die Gemeindeleitung, die selbst Schabbtai Zvi unterstützte, ließ alle Exemplare des Buches einziehen. Da es „uns bei Andersgläubigen Schaden bereiten kann“, so der Beschluss vom 3. Elul 5426 (= 1666). Auch Abudiente musste alle Drucke abgeben und durfte nur das Manuskript behalten. Man ließ ihm mitteilen „Die Bücher sollen alsdann verpackt, versiegelt und im Kassenschrank der Gemeinde aufbewahrt werden, bis zu der Zeit, die wir erhoffen und welche Gott bald herannahen lasse! Dann werde man sie ihm ausliefern“. Er sollte sie also zurückerhalten, wenn Schabbtai Zvi sich als der wahre Messias erwiesen hätte. Da nach dessen Übertritt zum Islam diese Hoffnung erloschen war, kam es dazu nicht.
In Amsterdam wurde das Buch drei Monate später ebenfalls eingezogen, dort allerdings mit der Begründung, es verstoße gegen das „heilige Gesetz“, d. h. die Thora. Inzwischen war Schabbtai Zvis Konversion zum Islam bekannt geworden.
Das Buch ist als Unikat in der Bibliothek Ets Haim in Amsterdam erhalten.